# Underholdningschefen
|  | Denne artikel er oprettet af botten Steenthbot ud fra en ekstern database. Den kan derfor have sproglige fejl eller mangler. Denne skabelon kan fjernes efter kontrol af indholdet. |

Underholdningschefen er en dansk kortfilm fra 1995 instrueret af Peter Bay og efter manuskript af Peter Bay og Jørgen Kastrup.

## Medvirkende
- Erik Clausen
- Ellen Hillingsø
- Nina Gunke
- Kim Nørrevig
- Rolv Wesenlund
- Gabriella Koci
- Jaroslaw Vavrin
- Ladislav Maly
- Claus Lembek
- Geir-Atle Johnsen
- Ingar Gimle
- Adam Adam
- "Key Band"
- "Folk Duo"
- Phil Nice
- Marlene P. Christensen
- Susanne Nielsen
- Esa Alanne
- Christian Olesen
- Bertel Abildgaard
- Leif Fabricius